# Lote (langue)
Le lote  (ou uvol) est une des langues ngero-vitiaz parlée par 5 500 locuteurs sur une population de 7 000 Lote — 700 seulement sont monolingues — dans la province de Nouvelle-Bretagne orientale, district de Pomio, côte sud-est et intérieur des terres près du cap Dampier. De nombreux locuteurs utilisent le tok pisin ou l'anglais.